# Хугланд, Билл
Билл Хугланд (англ. William Marion «Bill» Hougland, 20 июня 1930, Колдуэлл, Канзас — 6 марта 2017, Лоренс, Канзас) — американский баскетболист, участник летних Олимпийских игр 1952 года в Хельсинки и 1956 года в Мельбурне, двукратный олимпийский чемпион.

## Биография
Выступал за команду Канзасского университета «Канзас Джейхокс», в составе которой в 1952 году, в год окончания университета, выиграл чемпионат Национальной ассоциации студенческого спорта.
В составе национальной сборной США дважды становился олимпийским чемпионом: в Хельсинки (1952) и в Мельбурне (1956).
Не был приглашён играть в клубах НБА и два года служил в ВВС США. После окончания службы работал продавцом в компании Phillips Petroleum Co и играл за команду этой компании. С 1961 года работал в компании Koch Industries. Он стал вице-президентом Koch Industries и президентом Koch Oil. В 1991 году ушёл на пенсию.
В 2006 году он был введён в Зал спортивной славы Канзаса, а в 2008 году — в Зал славы лёгкой атлетики Канзаса.